# Bozakites mesoleucus
Bozakites mesoleucus är en stekelart som först beskrevs av Joseph Kriechbaumer 1894.  Bozakites mesoleucus ingår i släktet Bozakites och familjen brokparasitsteklar. Inga underarter finns listade.